# Kuami Agboh
Kuami Agboh (Tsévié, 28 de dezembro de 1977) é um ex-futebolista profissional togolês, que atuava como volante.

## Carreira
Agboh jogou a maior parte da carreira no Auxerre, onde se profissionalizou em 1997. Passou ainda por Grenoble, KSK Beveren (Bélgica) e MyPa (Finlândia)
, deixando os gramados em 2011, no Stade Auxerre.

## Seleção Togolesa
Representou a Seleção Togolesa em 5 jogos, estreando em novembro de 2005 contra o Paraguai.
Convocado para a Copa de 2006, jogou apenas 24 minutos na partida contra a Suíça, pela segunda fase. Por opção do técnico Otto Pfister, deu lugar a Moustapha Salifou.
Ele já chegou a defender as seleções de base da França, onde conquistou a Eurocopa Sub-19 em 1996.